# Pierre Binon
Pierre Binon (8 april 1991) is een Belgisch voetballer die onder contract staat bij US Solrézienne.

## Statistieken
| Seizoen | Club               | Land   | Competitie                      | Wedst | Goals |
| ------- | ------------------ | ------ | ------------------------------- | ----- | ----- |
| 2010/11 | Sporting Charleroi | België | Jupiler Pro League              | 1     | 0     |
| 2010/11 | Sporting Charleroi | België | Play-Off III                    | 0     | 0     |
| 2011/12 | Sporting Charleroi | België | Tweede klasse                   | 1     | 0     |
| 2012/13 | US Solrézienne     | België | Première Provinciale P1 Hainaut | 0     | 0     |
|         |                    |        | Totaal                          | 2     | 0     |